# Карро, Матео
Матео Гастон Карро Гаиса (исп. Mateo Gastón Carro Gaiza; родился 27 октября 1994 года, Монтевидео, Уругвай) — уругвайский футболист, полузащитник клуба «Понтелунго».

## Клубная карьера
Карро — воспитанник клуба столичного «Феникса». 8 октября 2011 года в матче против «Пеньроля» он дебютировал в уругвайской Примере. В начале 2013 года Матео на правах аренды перешёл в «Бостон Ривер». Летом он вернулся в «Феникс». 16 мая 2015 в поединке против «Рентистаса» Карро забил свой первый гол за столичную команду.
В начале 2016 года Карро перешёл в «Хувентуд Лас-Пьедрас». 21 февраля в матче против столичного «Ливерпуля» он дебютировал за новую команду.
В начале 2017 года Матео присоединился к «Депортиво Мальдонадо». 22 апреля в матче против «Серрито» он дебютировал в уругвайской Сегунде.
В сезоне 2018/2019 выступает за клуб Эччеленцы Лигурии «Альбенга 1928».